# Coutos de Viseu
União das Freguesias de Couto de Baixo e Couto de Cima, seit 2015 offiziell verkürzt zu Coutos de Viseu, ist eine Gemeinde (Freguesia) im Kreis (Concelho) von Viseu in Portugal.
In der Gemeinde leben 1.607 Einwohner auf einer Fläche von 24,22 km² (Stand nach Zahlen von 2011).
Die Gemeinde entstand im Zuge der Gebietsreform in Portugal am 29. September 2013 durch Zusammenlegung der bisherigen Gemeinden Couto de Baixo und Couto de Cima.